# Йохана Доротея фон Анхалт-Десау
Йохана Доротея фон Анхалт-Десау (на немски: Johanna Dorothea von Anhalt-Dessau; * 24 март 1612, † 26 април 1695) от династията Аскани е принцеса от Анхалт-Десау и чрез женитба графиня на Бентхайм-Текленбург, господарка на Господство Реда и графиня на Графство Лимбург.

## Биография
Тя е дъщеря на княз Йохан Георг I от Анхалт-Десау (1567 – 1618) и втората му съпруга Доротея фон Пфалц-Зимерн (1581 – 1631), дъщеря на пфалцграф Йохан Казимир от Пфалц-Зимерн. Сестра е на Анна Елизабет (1598 – 1660), която се омъжва на 2 януари 1617 г. за граф Вилхелм Хайнрих фон Бентхайм-Щайнфурт (1584 – 1632).
Нейният брак е бездетен и след смъртта на нейния съпруг тя подарява доходите и собственостите си, някои от които са в Графство Щайнфурт, на още неомъжена Йохана Доротея. Княз Фридрих фон Анхалт-Харцгероде урежда възникналите проблеми.

## Фамилия
Йохана Доротея се омъжва на 9 февруари 1636 година за граф Мориц фон Бентхайм-Текленбург (1615 – 1674), син на граф Адолф фон Бентхайм-Текленбург и Маргарета фон Насау-Висбаден-Идщайн. От 1671 г. фамилията живее в Реда. Те имат децата:
- Йохан Адолф (* 22 септември 1637; † 29 август 1704) граф на Текленбург 1674 – 1704

∞ май 1664 Йохана Доротея фон Шаумбург-Липе (1649 – 1695), дъщеря на Филип I фон Шаумбург-Липе
∞ 21 април 1679 Шарлота фон Хесен-Касел (1653 – 1708), дъщеря на Фридрих фон Хесен-Касел
- София Агнес (1638 – 1691)
- Юлиана Ернестина (ок. 1640 – 1691)
- Анна Елизабет Вилхелмина (1641 – 1696)

∞ 21 март 1661 граф Филип Конрад фон Бентхайм-Щайнфурт (1627 – 1668)
∞ 27 май 1684 граф Георг II Карл Рудолф фон Лайнинген-Вестербург (* 2 март 1666; † 4 октомври 1726)
- Анна Елизабет (1645 – 1694)
- Конрадина Лудовика (Луиза) (* 28 април 1647; † 2 ноември 1705), ∞ 5 юни 1686 Фридрих фон Вид (1618 – 1698)
- Лудовика Маргарета (1648 – 1722), ∞ 19 май 1667 Вилхелм фон Липе-Браке (1634 – 1690), син на Ото фон Липе-Браке
- Емилия Шарлота († 1713), абатиса на Лееден
- Фридрих Мориц (* 27 октомври 1653; † 13 декември 1710), граф на Текленбург 1704 – 1710

∞ 1689 София Терезия фон Ронов и Биберщайн (1660 – 1694)
∞ 3 януари 1696 Кристина Мария фон Липе-Браке (1673 – 1732)